# 1266
سنة 1266 كانت سنة بسيطة تبدأ يوم الجمعة (الرابط يظهر نموذج التقويم الكامل للسنة) من التقويم اليولياني.

## أحداث
- تأسيس مدينة كشالين وتقع حاليا في بولندا.
- نهاية ثورة المدجنين في 1 سبتمبر 1266 والتي بدأت في 1 أغسطس 1264.

## مواليد
- جوتو دي بوندوني
- ابن القوبع، فقيه ومفسر ولغوي وطبيب وشاعر مغربي تونسي.

## وفيات
- محمد بن أبي بكر البري
- بركة خان